# Bartley Glacier
Bartley Glacier är en glaciär i Antarktis. Den ligger i Östantarktis. Nya Zeeland gör anspråk på området. Bartley Glacier ligger 590 meter över havet.
Terrängen runt Bartley Glacier är bergig åt nordväst, men åt sydost är den kuperad. Trakten är obefolkad. Det finns inga samhällen i närheten. 